# Giovanni dal Ponte

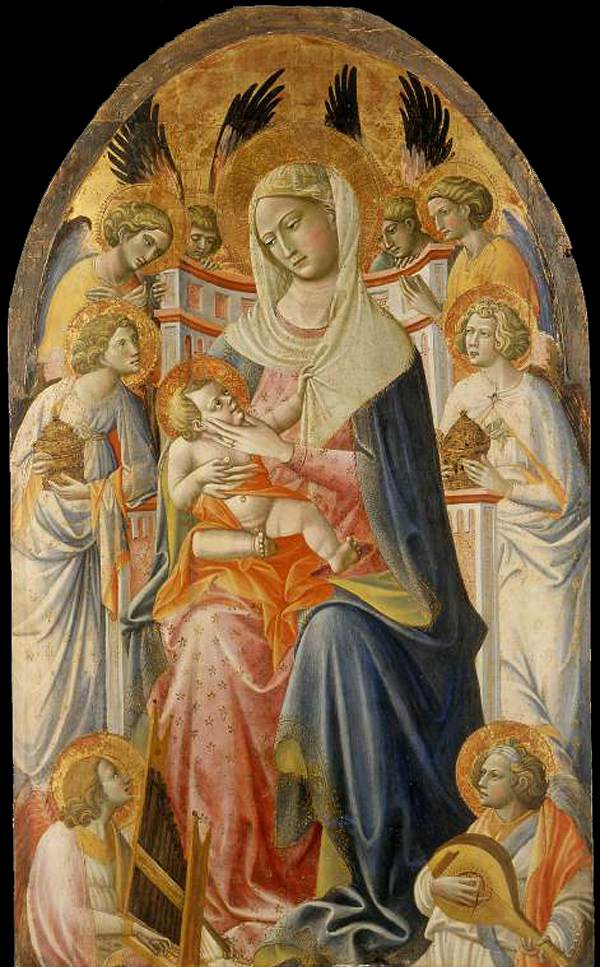
Madonna col Bambino, Fitzwilliam Museum

Giovanni di Marco, detto Giovanni dal Ponte o da Ponte (Firenze, 1385 – Firenze, 1457), è stato un pittore italiano, attivo in Toscana.

## Biografia
Si tratta di Giovanni di Marco, indicato da Vasari nelle Vite come Giovanni dal Ponte, ma curiosamente considerato dall'aretino come un pittore del primo Trecento. Sappiamo invece ormai da numerosi documenti che egli nacque nel 1385 e morì nel 1457. La sua bottega era vicino alla chiesa di Santo Stefano al Ponte a Firenze, da cui il nome cui fa riferimento lo storico de Le Vite.
Egli risulta iscritto alla Compagnia di San Luca nel 1410 e si forma nell'ambito della cultura neo-giottesca con adattamenti al gusto tardogotico di pittori come Spinello Aretino e Niccolò di Pietro Gerini, ma è anche sensibile al plasticismo del Ghiberti, tanto da far pensare che possa aver fatto parte della bottega di quest'ultimo. Tra le sue opere più significative di questo primo periodo ricordiamo: un'Annunciazione (Firenze, coll. Bartolini Salimbeni); un San Michele Arcangelo e San Bartolomeo (Digione, Musée de Beaux-Arts) e soprattutto la solenne Incoronazione della Vergine del Museo Condé di Chantilly. Alla piena maturità appartengono invece l'Incoronazione della Vergine della Galleria dell'Accademia a Firenze, una delle sue opere più riuscite insieme al polittico con l'Ascensione di san Giovanni Evangelista della National Gallery di Londra.
Nel 1424 inizia con Smeraldo di Giovanni l'esecuzione di un ciclo di affreschi nella basilica di Santa Trinita, di cui restano solo pochi lacerti. Sempre a questo periodo risalgono tre grandi trittici con per tema l'Annunciazione: quello della Badia di Poppiena, quello della Santissima Annunziata a Rosano, presso Firenze e infine quello della Pinacoteca Vaticana, opere in cui più si avvicina a Masolino da Panicale. Va infine ricordata la sua attività quale pittore di cassoni.

## Opere
- Polittico dell'incoronazione della Vergine e santi, Galleria dell'Accademia, Firenze